# 5. november
5. november er dag 309 i året i den gregorianske kalender (dag 310 i skudår). Der er 56 dage tilbage af året.

Dagens navn er Malachias.

### Begivenheder
Født - Dødsfald
- 1605 - Krudtsammensværgelsen i England: Guy Fawkes og flere andre bliver taget på fersk gerning i færd med at gøre klar til at sprænge Parlamentet i luften
- 1838 - Mellemamerikas Forenede Stater begynder at gå i opløsning, da Nicaragua udtræder af føderationen.
- 1858 - Det kongelige Blindeinstitut på Kastelsvej indvies og påbegynder undervisningen.
- 1911 - Den første flyvetur tværs over USA afsluttes i Pasadena. Turen, som er på 3417 miles, har taget 49 dage.
- 1914 - Frankrig og England erklærer Tyrkiet krig.
- 1914   - Tyrkiet går ind i verdenskrigen på tysk side, England svarer med at annektere Cypern, der var under tyrkisk overhøjhed.
- 1928 - Vulkanen Etna på Sicilien går i udbrud og ødelægger et stort område omfattende landsbyen Mascali, som brænder ned til grunden.
- 1940 - Franklin Delano Roosevelt vælges til USA's præsident for 3. gang.
- 1956 - Den britisk-franske ekspeditionsstyrke i Egypten sender faldskærmstropper ned over Port Said.
- 1968 - Richard Nixon vinder en kneben valgsejr over Hubert Humphrey og bliver USA's 37. præsident.
- 1978 - Østrig siger nej til atomkraft ved folkeafstemning.
- 1971 - Eneste (mislykkede) forsøg på affyring af den europæiske løfteraket, Europa-2
- 1979 - Ayatollah Khomeini erklærer USA for at være "den store Satan".
- 1996 - Den siddende amerikanske præsident, demokraten Bill Clinton, vinder en klar sejr i præsidentvalget over den republikanske udfordrer, Bob Dole. Dog beholder Rebublikanerne flertallet i de to kamre.
- 2005 - Tidligere Nationalbankdirektør Bodil Nyboe Andersen bliver præsident for Dansk Røde Kors.
- 2006 - Eksdiktator Saddam Hussein bliver dømt til døden ved hængning.

### Født
- 1798 - Carl Bernhard, dansk forfatter (død 1865).
- 1905 - Miskow Makwarth, dansk skuespiller (død 1992).
- 1913 - Vivien Leigh, engelsk skuespiller (død 1967).
- 1920 - Douglass North, amerikansk økonom (død 2015).
- 1924 - Sonja Mathisen, dansk hoteldirektør (død 2014).
- 1923 - Rudolf Augstein, tysk journalist og grundlægger og medejer af Der Spiegel. (død 2002)
- 1931 - Ike Turner, amerikansk musiker (død 2007).
- 1936 - Uwe Seeler, tysk fodboldspiller.
- 1937 - Bøje Nielsen, dansk storentreprenør (død 2007).
- 1940 - Elke Sommer, tysk skuespiller.
- 1941 - Art Garfunkel, amerikansk sanger.
- 1943 - Sam Shepard, amerikansk skuespiller og instruktør.
- 1946 - Klaus Hansen, formand for Lejernes Landsorganisation.
- 1952 - Oleg Blokhin, ukrainsk fodboldspiller.
- 1955 - Kris Jenner, Amerikansk tv-personlighed og forretningskvinde
- 1958 - Morten Elbek, dansk jazzmusiker.
- 1959 - Bryan Adams, canadisk musiker.
- 1963 - Jean-Pierre Papin, fransk fodboldspiller.
- 1966 - Famke Jannsen, hollandsk skuespiller.
- 1966 - Sofie Stougaard, dansk skuespiller.
- 1986 - Kasper Schmeichel, dansk fodboldspiller.
- 1987 - Kevin Jonas, amerikansk musiker.

### Dødsfald
- 1675 - Cort Sivertsen Adeler, norsk/dansk generaladmiral (født 1622).
- 1758 - Hans Egede, norsk præst, "Grønlands apostel" (født 1686).
- 1879 - James Clerk Maxwell, skotsk fysiker (født 1831).
- 1956 - Art Tatum, amerikansk jazzmusiker (født 1909).
- 1958 - Edvard Heiberg, dansk arkitekt (født 1897).
- 1977 - René Goscinny, fransk tegneserieforfatter (født 1926).
- 1979 - Edith Brodersen, kgl. dansk operasanger (født 1934).
- 1982 - Jacques Tati, fransk skuespiller og instruktør (født 1908).
- 1988 - C.F. Møller, dansk arkitekt (født 1898).
- 1988   - Claus Toksvig, dansk journalist, reporter og politiker (født 1929).
- 1989 - Vladimir Horowitz, russisk pianist (født 1903).
- 1995 - Grete Hækkerup, dansk politiker (født 1914).
- 1995   - Virtus Schade, dansk forfatter og journalist (født 1935).
- 2004 - Poul Nyboe Andersen, dansk politiker og økonom (født 1913).
- 2005 - John Fowles, engelsk forfatter (født 1926).
- 2006 - Samuel Bowers, amerikansk Ku Klux Klan-leder (født 1924).
- 2006   - Bülent Ecevic, tyrkisk politiker og filosof (født 1925).
- 2010 - Jill Clayburgh, amerikansk skuespiller (født 1944).

|  | Denne datoartikel kan blive bedre, hvis der indsættes et (bedre) billede Du kan hjælpe ved at afsøge Wikimedia Commons for et passende billede eller uploade et godt billede til Wikimedia Commons iht. de tilladte licenser og indsætte det i artiklen. |